# Dosquet
| Municipalité de Dosquet               |                        |
| Dosquet (2).jpg                       |                        |
| Coordenadas: 46°28' N 71°32'W         |                        |
| Província                             | Quebec                 |
| Região administrativa                 | Chaudière-Appalaches   |
| Incorporado em                        | 9 de fevereiro 1918    |
| Prefeito                              | Nicolas Paradis        |
|                                       |                        |
| Área                                  |                        |
| - Cidade                              | 67,3 km², 26 mi²       |
| Fuso horário                          | UTC -5                 |
| População (2006)                      |                        |
| - Cidade                              | 879                    |
| - Densidade                           | 13 hab/km², 34 hab/mi² |
| Website: ville.dosquet.qc.ca/main.htm |                        |

Dosquet (Saint-Octave-de-Dosquet até 1996) é um município canadense do Regionalidade Municipal de Lotbinière, Quebec, localizado na região administrativa de Chaudière-Appalaches. Em sua área de pouco mais de sessenta e sete quilómetros quadrados, habitam cerca de oitocentas pessoas. Tendo seu nome em homenagem ao bispo Pierre-Herman Dosquet.
Dosquet está localizada a 11 km ao sul da Autopista 20 (saída 278).
Fundada em 1912, os primeiros habitantes da paróquia de Saint-Octave-de-Dosquet foi a família de Louis Méthot, proveniente de Saint-Croix de Lotbinière, e Louis-Octave Ratté que veio de Saint-Flavien. Posteriormente, outros pioneiros vieram a se estabelecer gradualmente em Dosquet. em 16 de Maio de 1880, a viúva do Comendador Luís Methot disse que a doação de sua terra em Méthot's Mill a seu filho Wenceslas. Em 24 de dezembro de 1912, o tenente-governador da Província de Quebec declarou a criação do município de Saint-Octave-de-Dosquet. No entanto, devido a um problema na eleição dos funcionários municipais, só assumiu essa posição em 9 de fevereiro de 1918.